# Dominic Iorfa (1995)
Dominic Iorfa (Southend-on-Sea, 24 giugno 1995) è un calciatore inglese, difensore dello Sheffield Weds.

## Caratteristiche tecniche
È un terzino destro dotato di elevata velocità e notevole forza fisica. Può essere schierato anche come difensore centrale.

## Carriera

### Club
Dal 2010 nel vivaio del Wolverhampton, nel marzo del 2014 viene mandato in prestito allo Shrewsbury Town, con cui colleziona 7 presenze nella terza serie inglese. Tornato ai Wolves, si ritaglia uno spazio da titolare arrivando a concludere la sua prima stagione in Championship con 20 presenze. Nel 2015-2016 colleziona invece ben 42 presenze in campionato.

### Nazionale
Dal 2015 fa parte della Nazionale Under-21 inglese, con cui si è aggiudicato l'edizione 2016 del Torneo di Tolone.

## Statistiche

### Presenze e reti nei club
Statistiche aggiornate al 27 aprile 2019.
| Stagione                   | Squadra                    | Campionato                 | Campionato | Campionato | Coppe nazionali | Coppe nazionali | Coppe nazionali | Coppe continentali | Coppe continentali | Coppe continentali | Altre coppe | Altre coppe | Altre coppe | Totale | Totale |
| Stagione                   | Squadra                    | Comp                       | Pres       | Reti       | Comp            | Pres            | Reti            | Comp               | Pres               | Reti               | Comp        | Pres        | Reti        | Pres   | Reti   |
| -------------------------- | -------------------------- | -------------------------- | ---------- | ---------- | --------------- | --------------- | --------------- | ------------------ | ------------------ | ------------------ | ----------- | ----------- | ----------- | ------ | ------ |
| 2013-mar. 2014             | Wolverhampton              | FLC                        | 0          | 0          | FACup+CdL       | 0               | 0               | -                  | -                  | -                  | -           | -           | -           | 0      | 0      |
| mar.-giu. 2014             | Shrewsbury Town            | FL1                        | 7          | 0          | FACup+CdL       | 0               | 0               | -                  | -                  | -                  | -           | -           | -           | 7      | 0      |
| 2014-2015                  | Wolverhampton              | FLC                        | 20         | 0          | FACup+CdL       | 2+0             | 0               | -                  | -                  | -                  | -           | -           | -           | 22     | 0      |
| 2015-2016                  | Wolverhampton              | FLC                        | 42         | 0          | FACup+CdL       | 1+3             | 0               | -                  | -                  | -                  | -           | -           | -           | 46     | 0      |
| 2016-2017                  | Wolverhampton              | FLC                        | 22         | 0          | FACup+CdL       | 1+2             | 0               | -                  | -                  | -                  | -           | -           | -           | 25     | 0      |
| 2017-2018                  | Ipswich Town               | FLC                        | 23         | 1          | FACup+CdL       | 1+1             | 0               | -                  | -                  | -                  | -           | -           | -           | 25     | 1      |
| 2018-gen. 2019             | Wolverhampton              | PL                         | 0          | 0          | FACup+CdL       | 0               | 0               | -                  | -                  | -                  | -           | -           | -           | 0      | 0      |
| Totale Wolverhampton       | Totale Wolverhampton       | Totale Wolverhampton       | 84         | 0          |                 | 9               | 0               |                    | 0                  | 0                  |             | 0           | 0           | 93     | 0      |
| gen. giu. 2019             | Sheffield Weds             | FLC                        | 12         | 3          | FACup+CdL       | 0               | 0               | -                  | -                  | -                  | -           | -           | -           | 12     | 3      |
| 2019-2020                  | Sheffield Weds             | FLC                        | 41         | 2          | FACup+CdL       | 2+2             | 0               | -                  | -                  | -                  | -           | -           | -           | 45     | 2      |
| 2020-2021                  | Sheffield Weds             | FLC                        | 10         | 0          | FACup+CdL       | 0+2             | 0               | -                  | -                  | -                  | -           | -           | -           | 12     | 0      |
| 2021-2022                  | Sheffield Weds             | FL1                        | 19         | 0          | FACup+CdL       | 0+1             | 0               | -                  | -                  | -                  | FLT         | 1           | 0           | 21     | 0      |
| 2022-2023                  | Sheffield Weds             | FL1                        | 32+3       | 0          | FACup+CdL       | 5+3             | 0               | -                  | -                  | -                  | FLT         | 2           | 0           | 45     | 0      |
| Totale Sheffield Wednesday | Totale Sheffield Wednesday | Totale Sheffield Wednesday | 114+3      | 5          |                 | 15              | 0               |                    | 0                  | 0                  |             | 3           | 0           | 135    | 5      |
| Totale carriera            | Totale carriera            | Totale carriera            | 231        | 6          |                 | 26              | 0               |                    | 0                  | 0                  |             | 3           | 0           | 260    | 6      |

## Palmarès

### Nazionale
- Torneo di Tolone: 1

2016